# Acceleration Team China
Het Acceleration Team China is een Chinees raceteam dat deelneemt aan het landenkampioenschap Acceleration 2014 in de klasse Formula Acceleration 1. Het team wordt gerund door het nieuwe Spaanse team Moma Motorsport, opgericht door Carlos Mollá en autocoureur Dani Clos. De eigenaren van het team zijn Steven Lu en Jessica Lin.
In 2014, het eerste seizoen van de klasse, had het team Oliver Campos-Hull als coureur in het eerste raceweekend. In het tweede raceweekend vertrok hij naar het Spaanse team en werd hij vervangen door Armando Parente, die overkwam van het Portugese team. In het vierde raceweekend werd hij vervangen door Steijn Schothorst. In het laatste raceweekend stapte Nathanaël Berthon in de auto.

## Resultaten
| Kleur  | Resultaat                              |
| ------ | -------------------------------------- |
| Goud   | Winnaar                                |
| Zilver | Tweede plaats                          |
| Brons  | Derde plaats                           |
| Groen  | Gefinisht (punten behaald)             |
| Blauw  | Gefinisht (geen punten behaald)        |
| Blauw  | Niet geklasseerd (NC)                  |
| Paars  | Uitgevallen (DNF)                      |
| Rood   | Niet gekwalificeerd (DNQ)              |
| Zwart  | Gediskwalificeerd (DSQ)                |
| Wit    | Niet gestart (DNS)                     |
| Blanco | Gewond (INJ)                           |
| Blanco | Uitgesloten (EX)                       |
| Blanco | Teruggetrokken (WD) / Niet deelgenomen |
| P      | Poleposition                           |
| S      | Snelste ronde                          |

| Jaar | Coureur            | 1     | 2     | 3     | 4     | 5     | 6     | 7      | 8     | 9     | 10    | Punten | Positie |
| ---- | ------------------ | ----- | ----- | ----- | ----- | ----- | ----- | ------ | ----- | ----- | ----- | ------ | ------- |
| 2014 | Oliver Campos-Hull | ALG 7 | ALG 6 |       |       |       |       |        |       |       |       | 20*    | 13*     |
| 2014 | Armando Parente    |       |       | NAV 9 | NAV 4 | NÜR 5 | NÜR 9 |        |       |       |       | 40**   | 7**     |
| 2014 | Steijn Schothorst  |       |       |       |       |       |       | MON 11 | MON 5 |       |       | 10     | 18      |
| 2014 | Nathanaël Berthon  |       |       |       |       |       |       |        |       | ASS 4 | ASS 5 | 22***  | 12***   |
| Jaar | Coureur            | 1     | 2     | 3     | 4     | 5     | 6     | 7      | 8     | 9     | 10    | Punten | Positie |

* Bij de punten van Campos-Hull zijn ook zijn punten die hij gescoord heeft voor het Acceleration Team Spanje inbegrepen.

** Bij de punten van Parente zijn ook zijn punten die hij gescoord heeft voor het Acceleration Team Portugal inbegrepen.

*** Bij de punten van Berthon zijn ook zijn punten die hij gescoord heeft voor het Acceleration Team Frankrijk inbegrepen.